# Jerzy Witaszek
Jerzy Maciej Witaszek (ur. 6 maja 1952 w Busku-Zdroju) – polski trener, działacz sportowy, pedagog. Założyciel i prezes Klubu Sportowego Piłki Ręcznej „Azoty-Puławy” Spółka Akcyjna.

## Życiorys
Po ukończeniu studiów w Wyższej Szkoły Wychowania Fizycznego w Gdańsku w 1978 rozpoczął pracę w Puławach jako nauczyciel wychowania fizycznego w ZSO nr 2, gdzie był m.in. współzałożycielem klas sportowych piłki ręcznej. Jako trener pracował w Klubie Sportowym „Wisła” Puławy, zdobywając z grupami młodzieżowymi szereg medali, w tym Mistrzostwo Polski juniorów w 1982 i 1990–1992. Od 1987 przez trzy lata był selekcjonerem kadry narodowej Polski juniorów. W 1994, jako trener pierwszego zespołu „Wisły” Puławy, wywalczył ze swoimi wychowankami awans do ekstraklasy. W KS „Wisła” Puławy sprawował również funkcję kierownika sekcji piłki ręcznej i członka Zarządu.
W 1998 założył Uczniowski Klub Sportowy „Piątka-Wisła” w Puławach.
W 2003 był współzałożycielem Klubu Sportowego „Wisła-Azoty” Puławy, funkcjonującego do dziś pod nazwą Klub Sportowy Piłki Ręcznej „Azoty-Puławy” Spółka Akcyjna. Od początku istnienia klubu Jerzy Witaszek jest jego prezesem. Jako sternik „Azotów-Puławy” świętował z klubem czterokrotnie brązowy medal Superligi (2015–2018), srebrny medal Pucharu Polski (2018) oraz udział w rozgrywkach o europejskie puchary (2010–2019).
Od 2018 jest prezesem Lubelskiego Wojewódzkiego Związku Piłki Ręcznej, a od 2019 członkiem Wojewódzkiej Rady Sportu w Lublinie.
W latach 2006–2007 był Dyrektorem Miejskiego Ośrodka Sportu i Rekreacji w Puławach.
Za wybitne zasługi w działalności na rzecz rozwoju i upowszechniania sportu został odznaczony w 2018 Złotym Krzyżem Zasługi przez Prezydenta Rzeczypospolitej Polskiej.

## Odznaczenia i wyróżnienia
- Złoty Krzyż Zasługi i Srebrny Krzyż Zasługi – Rzeczpospolita Polska (Za wybitne zasługi w działalności na rzecz rozwoju i upowszechniania sportu)[7]
- Odznaka Honorowa zasłużony dla Powiatu Puławskiego[8]
- Odznaka Honorowa za zasługi dla Puław[9]
- Odznaka Honorowa „Zasłużony dla Województwa Lubelskiego”[10]
- Nagroda II stopnia Ministra Edukacji i Sportu[10]
- Medal Komisji Edukacji Narodowej (za szczególne zasługi dla oświaty i wychowania)[10]
- Diamentowa Odznaka Związku Piłki Ręcznej w Polsce[10]
- Tytuł Trenera Roku w plebiscycie „Kuriera Lubelskiego” (1994)[10]
- Wyróżnienie za istotny wpływ na rozwój sportu na Lubelszczyźnie podczas 10. Wojewódzkiej Gali Mistrzów Sportu (2016)[11]
- Wyróżnienie Specjalne w 57. Plebiscycie Sportowym Kuriera Lubelskiego za 40 lat pracy dla rozwoju piłki ręcznej w Puławach (2019)[12]